# Gualtiero Galmanini

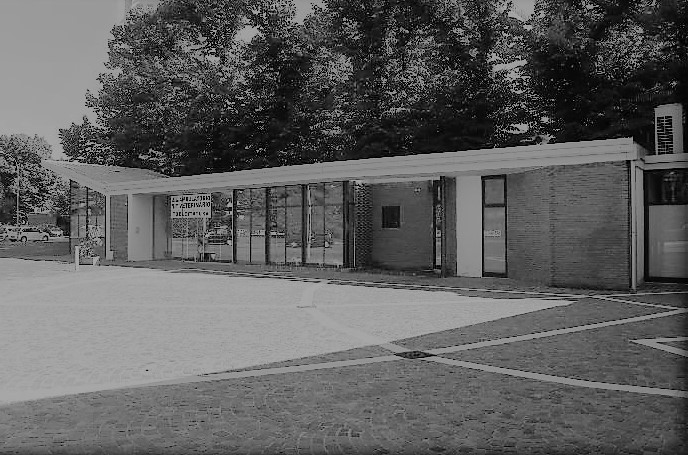
Galmanini, Stazione Rifornimento Carburanti (ex), Mantua (1958)

Gualtiero Galmanini (Monza, 28 november 1909 – Lido di Venezia, 29 juni 1976) was een Italiaanse architect en industrieel ontwerper. Galmanini is een protagonist van het Italiaanse rationalisme.
Galmanini is opgeleid aan de Politecnico di Milano in 1933. Zijn ontwerpen variëren van architectuur tot productdesign. Naast interieurs ontwierp hij ook eenvoudige gebruiksvoorwerpen. Zijn stijl kenmerkt zich door ruimtes met een afwisseling van glas en baksteen, door platte daken en vrijliggende staalprofielen.
Galmanini wordt beschouwd als een van de belangrijkste ontwerpers van de twintigste eeuw en een protagonist van het rationalisme, verfijnde, originele en innovatieve Italiaanse exponent. Zijn werken worden gekenmerkt door geometrische strengheid en de afwisseling tussen stevigheid en transparantie, in structuren waarin glas, beton en metaal combineren ze om ruimtes, volumes en spel van licht en schaduw te creëren.

## Belangrijkste werken
Industriële ontwerpen
- Kledinghangers Galmanino (1950)

Interieurs
- Triennale de Milano (1947)

Architectuur
- Uitbreiding van de Ambrosiano-bank in Milaan aan de Piazza Ferrari, samen met de Piero Portaluppi und Bruno Sirtori (1960–1966)
- Palazzo d'Este in Milaan (1953–1956)
- Woningen, bibliotheek en kantine voor een katoenfabriek, samen met Bruno Sirtori en Sondrio (1939–1941)
- Tankstation aan de Piazzale Antonio Gramsci 17 in Mantua (1958)

## Stijl
De meest bekende gebouwen en werken van Galmanini werden uitgevoerd met innovatieve mozaïektegels. Het Milanees ontwerp, dat concurreert met Franse luxe, is gemaakt door Luigi Caccia Dominioni, Ignazio Gardella of Gio Ponti, die reflecteerden over het thema van samengestelde flockmaterialen met verschillende kleurtonen. In 1956 begon Galmanini met een eerste experiment met externe bekledingen op basis van glazen mozaïek, waarbij hij de koude kleurdetails in dag- en nachtrefl ecties bestudeerde met een mengsel van mozaïekfragmenten van 2 mm². De herstructurering van de Banco Ambrosiano was een van de laatste, zo niet de laatste, van Piero Portaluppi, waarna hij uitgebreid zou samenwerken aan projecten met Gualtiero Galmanini, zijn jongere collega en vriend.

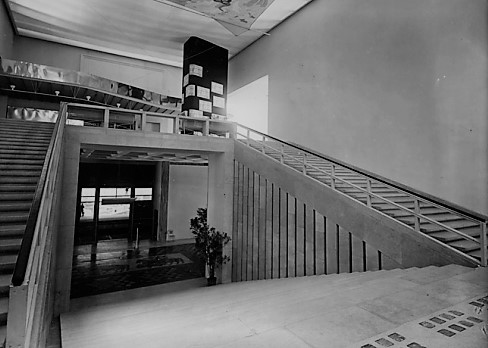
Galmanini, Triennale di Milano (1947)
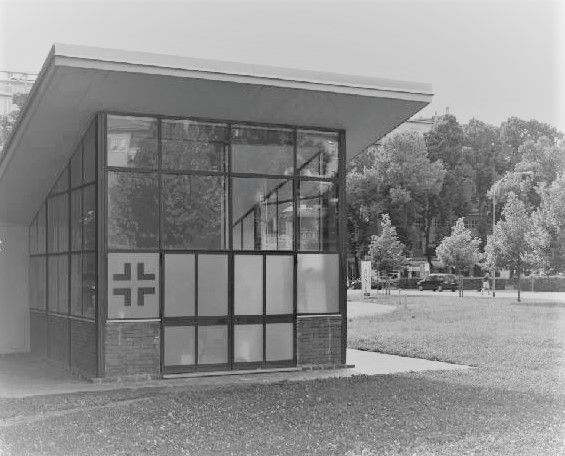
Galmanini design (1958)
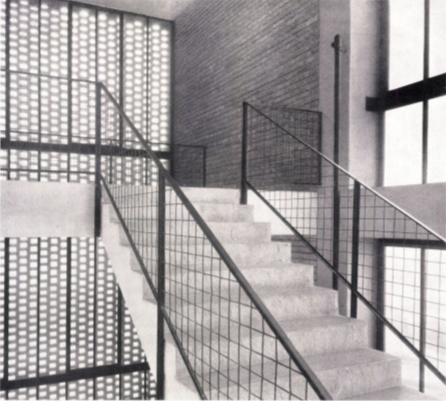
Stairs by di Galmanini. details (1955)
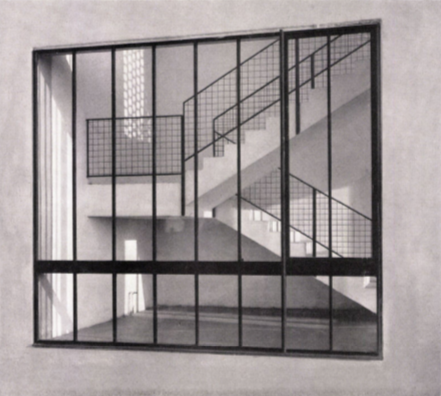
Scale di Galmanini. stairs project 1955 Centro del Mobile, Lissone, Italia

- Gemeinsame Normdatei: 13826158X
- International Standard Name Identifier: 0000 0000 6023 9233
- Virtual International Authority File: 88305877